# Kerti katicavirág

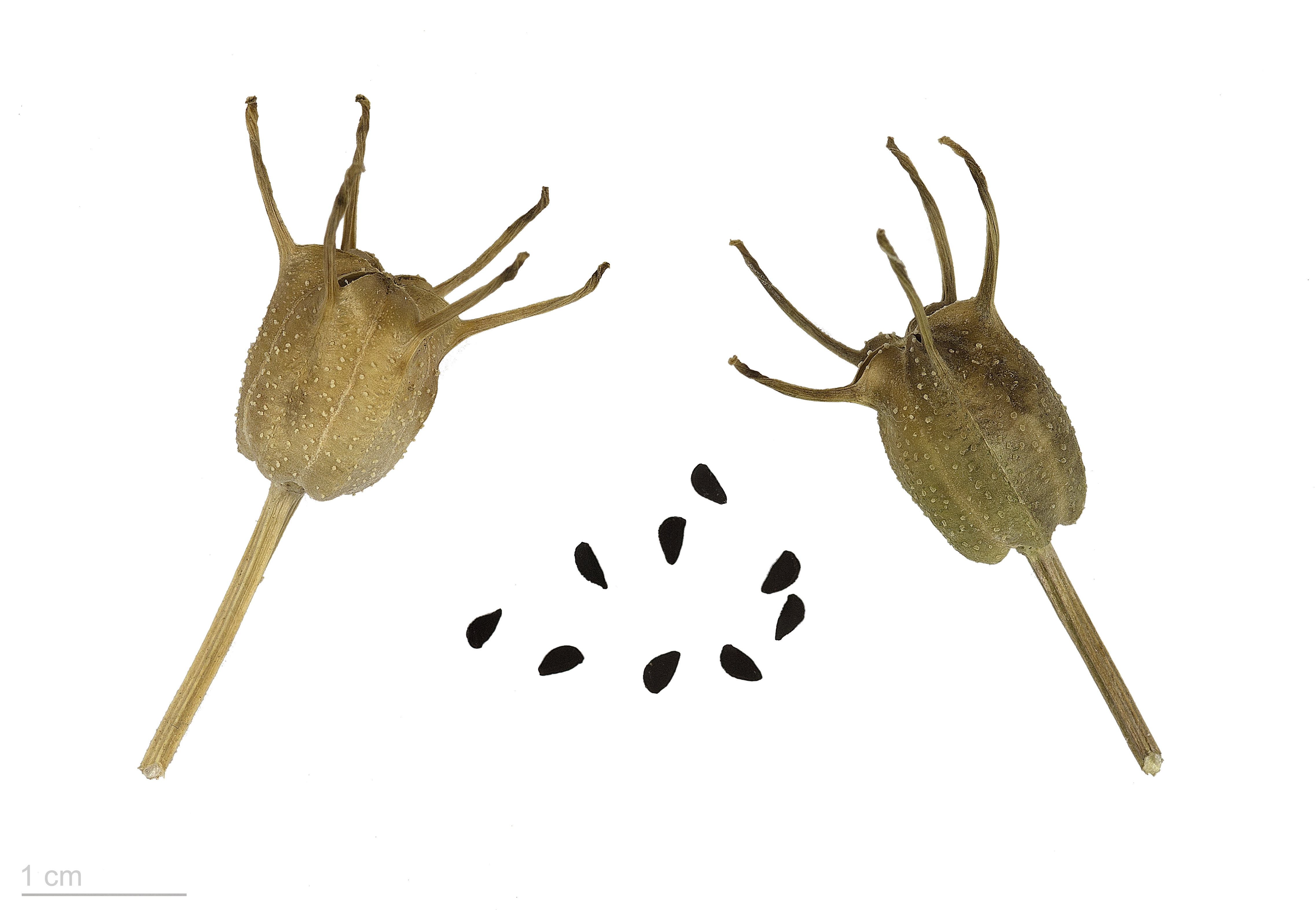
Száraz termései és magjai

A kerti katicavirág (Nigella sativa) a boglárkafélék (Ranunculaceae) családjának katicavirág (Nigella) nemzetségébe tartozó növényfaj. Nyugat-Ázsiából, Észak-Afrikából származik, Közép-Európában is termesztik helyenként.
Egyéb megnevezései: termesztett katicavirág, feketekömény, szőrös kandilla, termesztett vagy kerti kandilla, fekete hagymamag.
Közeli rokona a dísznövényként termesztett borzaskata (Nigella damascena) és a mezei katicavirág (Nigella arvensis).
Igen régi kultúrnövény, magját már az ókorban is használták fűszerként és gyógyszerként.

## Leírása
20–40 cm magasra megnövő, egyéves növény. Szórt állású levelei 2-3-szorosan szeldeltek, szálas-fonalasak. A magánosan, a szár- vagy az oldalhajtások csúcsán elhelyezkedő virágok takarólevelei kékes vagy fehér színűek, ívesen behajló körömben végződnek. Öt mézfejtő szirma kettős csúcsú, pillás élű. Termőlevei kb. a közepükig szorosan összenőttek egymással. Az összenőtt, mirigyes tüszőtermésekben számos 2-2,5 mm hosszúságú, enyhén lapított, ovális, sűrűn barázdált, fekete mag található.

## Története

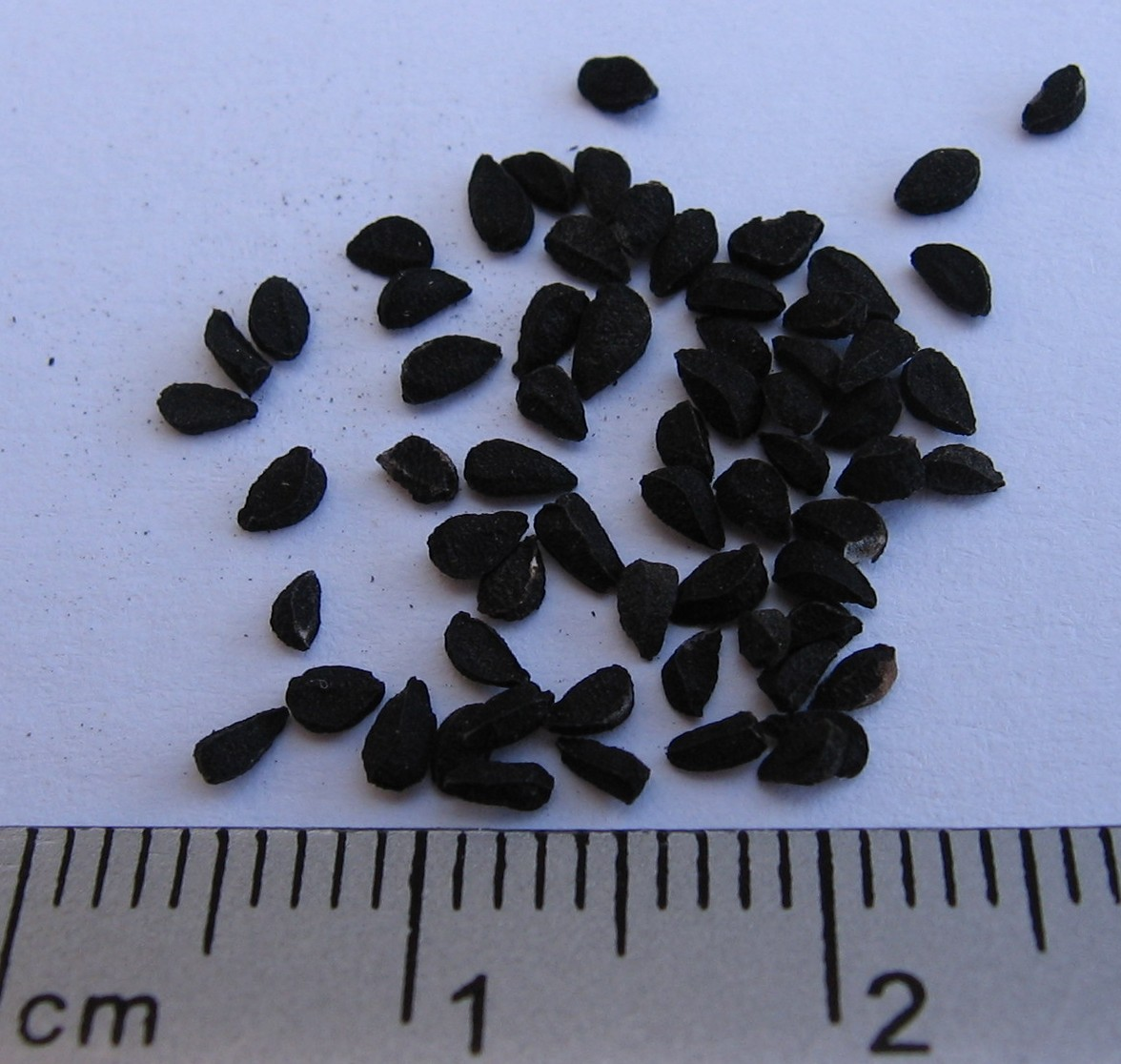
Nigella sativa magjai

A magokat már az ókori Elő-Ázsiában és Egyiptomban is ismerték. Zohary és Hopf szerint az N. sativa termesztésével kapcsolatos régészeti eredmények még hiányosak, de az biztos, hogy a magok előkerültek több ókori egyiptomi ásatásról, köztük Tutanhamon síremlékéből is. Bár pontos szerepe az egyiptomi kultúrában nem ismert, azt tudjuk, hogy a fáraóval együtt eltemetett tárgyakat úgy választották ki, hogy segítségére legyenek a túlvilágon.
A legkorábbi, a fekete hagymamagra utaló írásos emlék az ószövetségi Ézsaiás próféta könyvének 28:25-27 szakaszában található, ahol a fekete kömény (Károli-fordítás) és a búza aratását hasonlítják össze. Az Easton-féle bibliaszótár szerint a héber ketsah szó határozottan az N. sativa növényre utal. Zohary és Hopf szerint az N. sativa az Óvilág hagyományos, széleskörűen elterjedt ókori fűszere volt.

## Gasztronómia
Magjának enyhén hagymaíze van, illata megtörve némileg a borsra és az szurokfűre emlékeztet. Elsősorban az arab, a török és az indiai konyha használja. Közép-Keleten sütemények, kenyérfélék tetejére szórják. Az indiaiaknál a bengáli ötfűszerkeverék (panch phoron, পাঁচ ফোড়ন) alkotóeleme, dhalokat, csatnikat ízesítenek vele. A török mesir édesség egyik összetevője.

## Gyógyhatása
Hatóanyaga zsíros olaj, melyet linolsav és az olajsav gliceridjei alkotnak, és illóolaj. Kétszeresen telítetlen zsírsavakban gazdag.
Ázsiában, a Közel-Keleten, Afrikában évszázadokon át gyógyszerként használták. A légzőrendszer, a gyomor, a vese, máj betegségeit kezelték vele, a keringési és az immunrendszer megerősítésére használták, továbbá gyulladáscsökkentőként, érzéstelenítésre, antiallergénként.
Az iszlám a legnagyobb hatású gyógyító készítmények között tartja számon. Mohamed próféta állítólag egyszer kijelentette, hogy a fekete magvak a halálon kívül minden betegségre hatásosak, ahogy az egyik hadíszban is olvasható.
A közép-európai népi gyógyászatban felfúvódás ellen és a szoptatós anyák tejtermelésének fokozására használták.
Manapság a fekete köményből sajtolt olajat kapszulás kiszerelésben étrend-kiegészítőként ajánlják, a széles körű gyógyhatásáról terjedő híradások tudományosan megalapozottaknak bizonyultak.
Olaja nigellonét tartalmaz, ami a kísérletek szerint megvédi a tengerimalacokat a hisztamin indukálta hörgőgörcstől. (talán megmagyarázza használatát asztma, bronchitis és köhögés ellen).
Olaja hatásosnak bizonyult az opiátfüggés kezelésében.
Patkányok veséjében csökkentette a kőképződést.
A  Nigella sativa olaj annyira meglepően átfogó és változatos védő és gyógyító hatású, hogy évezredek óta az emberek úgy tekintenek rá, mint „csodaszerre”.
A Nigella sativa gyógyhatása több tudományos kísérlet tárgya is volt. Állatkísérletek során bíztató eredménnyel kezeltek vele többek között allergiát és ekcémát, valamint több súlyos betegséget, beleértve a rákot és a cukorbetegséget is.
Olajával történő szájöblítés jelentősen csökkenti az akut myeloid leukémia esetén alkalmazott kemoterápia során kialakuló szájtáji nyálkahártya gyulladást és fájdalmat, valamint javítja a nyelési funkciót.

## Fordítás
- Ez a szócikk részben vagy egészben a Nigella sativa című angol Wikipédia-szócikk ezen változatának fordításán alapul.  Az eredeti cikk szerkesztőit annak laptörténete sorolja fel. Ez a jelzés csupán a megfogalmazás eredetét és a szerzői jogokat jelzi, nem szolgál a cikkben szereplő információk forrásmegjelöléseként.